# HD 154633
HD 154633，又名BD+64 1170，SAO 17324、HR 6360，是一颗恒星，视星等为6.1，位于銀經94.84，銀緯35.94，其B1900.0坐标为赤經17h 1m 42s，赤緯+64° 35.94′ 21″。